# Софія Альбертина Шведська
Софія Марія Ловиза Фредріка Альбертина Шведська (швед. Sofia Albertina av Sverige; 8 жовтня 1753, Стокгольм — 17 березня 1829, Стокгольм
) — шведська принцеса Гольштейн-Готторпська, остання настоятелька Кведлінбурзького абатства. Офіційно носила титул Королівської принцеси.

## Життєпис
Народилася 8 жовтня 1753 року в сім'ї шведського короля Адольфа Фредеріка і його дружини Луїзи Ульріки Прусської. По матері була онукою короля Пруссії Фрідріха-Вільгельма I з династії Гогенцоллернів. Племінниця Фрідріха Великого.
Її брат, шведський король Густав III безуспішно намагався одружити її з герцогом Вілемом Ольденбурзьким або королем Речі Посполитої Станіславом Августом Понятовським.
Софія Альбертина була дуже прив'язана до матері, особливо в той час, коли королева-вдова була віддалена від шведського двору її власним сином, королем Густавом III після того як вона публічно звинуватила його дружину в перелюбстві. Софія Альбертина жила при дворі Луїзи Ульріки Прусської і перебувала під її суворим контролем аж до смерті матері в 1782 році.
У 14-річному віці, завдяки королю Пруссії Фрідріху Великому стала коад'юторкою монастиря в Кведлінбурзі. У жовтні 1787 року, після смерті своєї тітки Амалії Прусської вона стала абатисою Кведлінбурзького абатства.
Більшу частину часу з 1790 року, обіймаючи посаду настоятельки, вона проводила в Швеції. У 1803 році монастир був секуляризований і відійшов на користь Прусського королівства (доходи і права, однак, були збережені за абатством).
Софія Альбертина була його останньою абатисою.

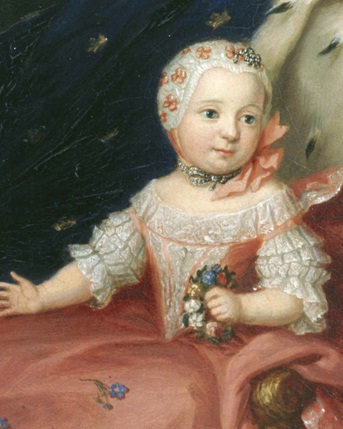
Софія Альбертина в дитинстві

У вересні 1803 року Софія Альбертина повернулася до Швеції. Користувалася повагою у нової шведської королівської династії Бернадоттів як до останньої представниці з Дому Ваза при шведському дворі, була дуже близька до нової королівської сім'ї.
Софія Альбертина не була у шлюбі. Останні роки вона провела на самоті в побудованому для неї палаці, де жила з 1794 року. За її заповітом палац дістався кронпринцу (в той час принцу Оскару, майбутньому королю Оскару I).
Померла в Стокгольмі 17 березня 1829 року і була похована в церкві Ріддаргольмена, усипальниці шведських монархів.
Була членом Академії Святого Луки. У 1788 році її ім'ям було названо головну церкву м. Ландскруни — Церкву Софії Альбертини.

## Приватне життя
Спочатку планувався шлюб Софії Альбертини. У 1772 році в її брата, короля Густава III, який жив у бездітному і непорушному шлюбі, виникла ідея дозволити молодшим побратимам забезпечити спадкоємця престолу, і Софія Альбертина та її брат принц Чарльз розглядалися щодо цього. Серед подружніх партнерів для Софії Альбертини розглядався її двоюрідний брат принц Петер Гольштейн-Готторпський, принц-єпископ Любекський, але ці плани було скасовано у 1780 році. Також пропонувався шлюб з королем Станіславом-Августом Понятовським, незважаючи на релігійні розбіжності, проте були заперечення з боку сестер короля Людвіки Марії Понятовської та Ізабелли Понятовської, і нічого з цього не вийшло. Софію Альбертину іноді називали принцесою з крижаним серцем. Однак у Стокгольмі було загальновідомо, що вона не уникає любовних утіх. Ходили відомі та наполегливі чутки, що Софія Альбертина народила дитину десь у 1785/86 роках. Про дитину колись говорили, що це син на ім'я Петер Ніклас, або дочка, яку вона назвала Софією на честь себе. Місцем для народження вважалась Allmänna barnbördshuset, державна лікарня, де жінкам дозволялося народжувати з обличчям, покритим маскою, щоб зберегти анонімність.
Доньку нібито виховували прийомні батьки, і було домовлено, що вона, коли виросте, буде одружена з заможним купцем. Ця чутка непідтверджена, і правда щодо цього невідома. Батьком часто вважали графа Фредріка Вільгельма фон Гессенштейна, сина короля Фрідріха I та його коханки Хедвіг Таубе. Ще одним претендентом на батьківство був Густав Бадін, її африканський дворецький, але згадок про те, що дитина була змішаної раси, немає.
Фредрік Вільгельм фон Гессенштейн часто згадується як коханий Софії Альбертини і, як кажуть, вона хотіла одружитися з ним, але Густав III відмовився дозволити йому, оскільки мати Гессенштейна була королівською господинею. Близька подруга Софії Альбертини, Керолайн Руденшьольд в листі від 1792 року згадує два любовні інтереси Софії Альбертини. Руденшьольд зазначила, що її турбує впевненість, з якою принцеса сказала, що «зробить усе, що в її силах, щоб подолати цю нещасну пристрасть» та «використає свої почуття, щоб перемогти її» і вона додає: "Я розумію, що ця твоя схильність набагато нещасніша, ніж остання".  Ходять чутки, що її дочка - Улла Мьоллерсвард.